# فورت لاپتون (کلرادو)
فورت لاپتون (به انگلیسی: Fort Lupton) شهری در ایالت کلرادو کشور ایالات متحده آمریکا است که جمعیت آن در سرشماری سال ۲۰۱۰ میلادی، ۷٬۳۷۷ نفر بوده‌است.